# Rod Temperton
Rodney Llyn Temperton dit Rod Temperton, né à Cleethorpes, Lincolnshire (Angleterre) le 9 octobre 1949 et mort le 25 septembre 2016 à Londres (Angleterre) est un auteur-compositeur et musicien britannique. 
Auteur de titres à succès durant les années 1970 et 1980, il est surtout connu pour sa collaboration avec Michael Jackson sur plusieurs chansons. En 1982, il écrit et compose pour le chanteur le célèbre titre Thriller.   
Sa mort a été communiquée plusieurs jours après ses funérailles, le 5 octobre 2016 par Jon Platt, PDG de Warner/Chappell à la suite d'« une brève bataille agressive contre le cancer ». Temperton laisse dans le deuil son épouse Kathy. Ils avaient des maisons à Los Angeles (États-Unis), dans le sud de la France, aux Fidji, en Suisse et dans le Kent (sud-est de l'Angleterre).
Il a fait partie du groupe funk/disco Heatwave. Il a été nommé aux Oscars pour la bande son du film La Couleur pourpre (1985). Il a remporté un Grammy Award en 1991 pour son travail sur le titre Birdland issu de l'album de Quincy Jones Back on the Block.

## Carrière
Il a écrit, composé, arrangé et produit pour ces artistes ou groupes :
- Michael Jackson : Rock with You, Off the Wall, Burn This Disco Out, Baby Be Mine, The Lady In My Life, Thriller, Someone In The Dark, Hot Street.
- George Benson : Give Me the Night, Love X Love, Turn Out the Lamplight, Star of a Story, Off Broadway.
- James Ingram et Michael McDonald : Yah Mo B There.
- Tamia : You Put a Move on My Heart.
- Rufus : Masterjam, Live In Me.
- The Brothers Johnson : Stomp! , Treasure, Light up the Night, All About The Heaven.
- Donna Summer : Love Is in Control (Finger on the Trigger), Livin' In America et Love Is Just a Breath Away.
- Quincy Jones : The Dude, Razzamatazz, Somethin' Special, Turn On The Action, The Secret Garden, Back On The Block, Baby Come to Me, You Put a Move on My Heart et Q's Jook Joint.
- Herbie Hancock : Lite Me Up, Gettin' to the Good Part, The Bomb, The Fun Tracks et Motor Mouth
- Aretha Franklin : Livin' In The Streets.
- Jeffrey Osborne : We Belong To Love.
- Bob James : Sign Of The Times, Hypnotique et The Steamin' Feelin'.
- The Manhattan Transfer : Mystery, The Spice Of Life, de l'album Bodies and Souls.
- Heatwave : Boogie Nights, Always And Forever, The Groove Line, Star of the story, Gangsters of the groove.
- James Ingram : One More Rhythm.
- Anita Baker : Mystery sur l'album Rapture.
- Patti Austin : Every Home Should Have One LP, Do You Love Me?, The Genie.
- Second Image : Lights Out sur Strange Reflections
- Michael McDonald : Sweet Freedom.
- Stephanie Mills : Time of Your Life and Hold On to Midnight.
- Karen Carpenter : Lovelines et If We Try.
- Boyz II Men : Hey Lover.
- Mica Paris : Love Keeps Coming Back, Two in a Million, We were made for love et You put a move on my heart.
- Mýa : Man in my Life.
- Klymaxx : Man-Size Love.
- C+C Music Factory : Share That Beat of Love.
- Angie Stone : Lovers' Ghetto sur l'album Stone Love.
- Lââm : Fais de moi ce que tu veux et Love's in the house tonight.
- IAM : Je danse le mia est fondé sur un sample de la chanson Give Me the Night de George Benson.